# Biotopo Prà Millan
Il Biotopo Prà Millan (in tedesco Biotop Millander Au) è un'area naturale protetta del Trentino-Alto Adige istituita nel 1995.
Occupa una superficie di 4,02 ha a Bressanone nella provincia autonoma di Bolzano.